# スカイウォーカー・サウンド
スカイウォーカー・サウンドは、アメリカの映像製作会社であるルーカスフィルムの音響効果、音響編集、サウンドデザイン、サウンドミキシング、音楽録音部門である。1975年に設立され、主要施設はカリフォルニア州ニカシオ近郊のルーカスバレーにあるジョージ・ルーカスのスカイウォーカーランチにある。

## 歴史
カリフォルニア州サンアンセルモでスプロケット・システムとして設立された。
スプロケット・システムは、サンアンセルモにあるため、時折、地元の人たちと接触することがあった。例えば、ケントフィールドに住むパット・ウェルシュは、カメラ店で買い物をしているときに「発見」され、その後『E.T.』の声を担当することになった。また、『レイダース/失われたアーク《聖櫃》』の録音では、ハリソン・フォードが駐車場でブルウィップの練習をしている姿が目撃された。
1982年1月の大洪水でサンアンセルモから移転したスプロケット・システムは、スカイウォーカー・ランチに移転した後、1987年に社名をスカイウォーカー・サウンドに改称した。
スカイウォーカー・サウンドのサウンドデザイナーとリレコーディングミキサーは、1977年の『スター・ウォーズ』以来、毎年アカデミー賞の音響賞と音響編集賞を受賞またはノミネートしており、スカイウォーカー・サウンドは、これまでにアカデミー賞で15回受賞し、62回ノミネートされている。
ミキシングステージ、エディトリアルサービス、スコアリングステージはすべて中央の「テックビルディング」にあり、ダイニングエリアやリビングルームはその周辺にあるが、メインの作業エリアとは別になっている。
2012年、ウォルト・ディズニー・カンパニーがルーカスフィルム買収の一環として、スカイウォーカー・サウンドを買収した。

## 主なスタッフ
- ベン・バート
- ランディ・トム
- ゲイリー・リッツオ
- ゲイリー・サマーズ
- ゲイリー・ライドストロム
- クリストファー・ボイズ
- トム・マイヤーズ - 「トイ・ストーリー」シリーズなどピクサー作品や「スター・ウォーズ」を手がけるアカデミー賞受賞のサウンドデザイナー。

## 主な作品
洋画
- スター・ウォーズシリーズ（ルーカスフィルム）
- インディ・ジョーンズシリーズ（ルーカスフィルム）
- ジュラシック・シリーズ（ユニバーサル・スタジオ/アンブリン・エンターテイメント）
- トイ・ストーリーシリーズ（ディズニー/ピクサー）
- モンスターズ・シリーズ（ディズニー/ピクサー）
- ファインディング・シリーズ（ディズニー/ピクサー）
- インクレディブル・シリーズ（ディズニー/ピクサー）
- カーズシリーズ（ディズニー/ピクサー）
- マーベル・シネマティック・ユニバースシリーズ[1][2]（マーベル・スタジオ）
- 怪盗グルー・シリーズ（ユニバーサル・スタジオ/イルミネーション・エンターテイメント）

邦画
- Avalon（2000）
- 踊る大捜査線 BAYSIDE SHAKEDOWN 2（フジテレビジョン・2003）
- ローレライ （フジテレビジョン、東宝・2005）
- イノセンス（日本テレビ、講談社、Production I.G、・2004）プリミックスのみ
- ブレイブストーリー（フジテレビジョン、ゴンゾ、ワーナー・ブラザース、電通、スカパー・ウェルシンク・2006）プリミックスのみ
- スカイ・クロラ The Sky Crawlers（日本テレビ放送網、Production I.G 、バンダイビジュアル、ワーナー・ブラザース、ディーライツ、バップ、読売テレビ放送、博報堂DYメディアパートナーズ、D.N.ドリームパートナーズ、読売新聞、中央公論新社、報知新聞・2008）
- SP THE MOTION PICTURE 野望篇（フジテレビジョン、ジェイ・ストーム、東宝、ROBOT、FNS27社）

テレビゲーム
- グランディア（テレビゲーム）（ゲームアーツ、ESP・1997）
- ファイナルファンタジーIX（テレビゲーム）（スクウェア・エニックス・2000）
- メタルギアソリッド4（テレビゲーム）（コナミデジタルエンタテインメント、小島プロダクション・2008）
- Gears of War 2（マイクロソフト、エピックゲームズ・2008） ※GEARS OF WAR（一作目）の表記になっている。

## 日本
2003年、「踊る大捜査線 BAYSIDE SHAKEDOWN 2」の音響制作をきっかけに、フジテレビとの提携、同社とProduction I.Gによる合弁の有限責任事業組合FILM LLPと、スカイ・ウォーカー・ランチ間（日米間）に大容量の専用ネットワーク（スカイ・リンク）が確立されており、日米間での並行作業を可能にしている。